# Roi-démon taureau

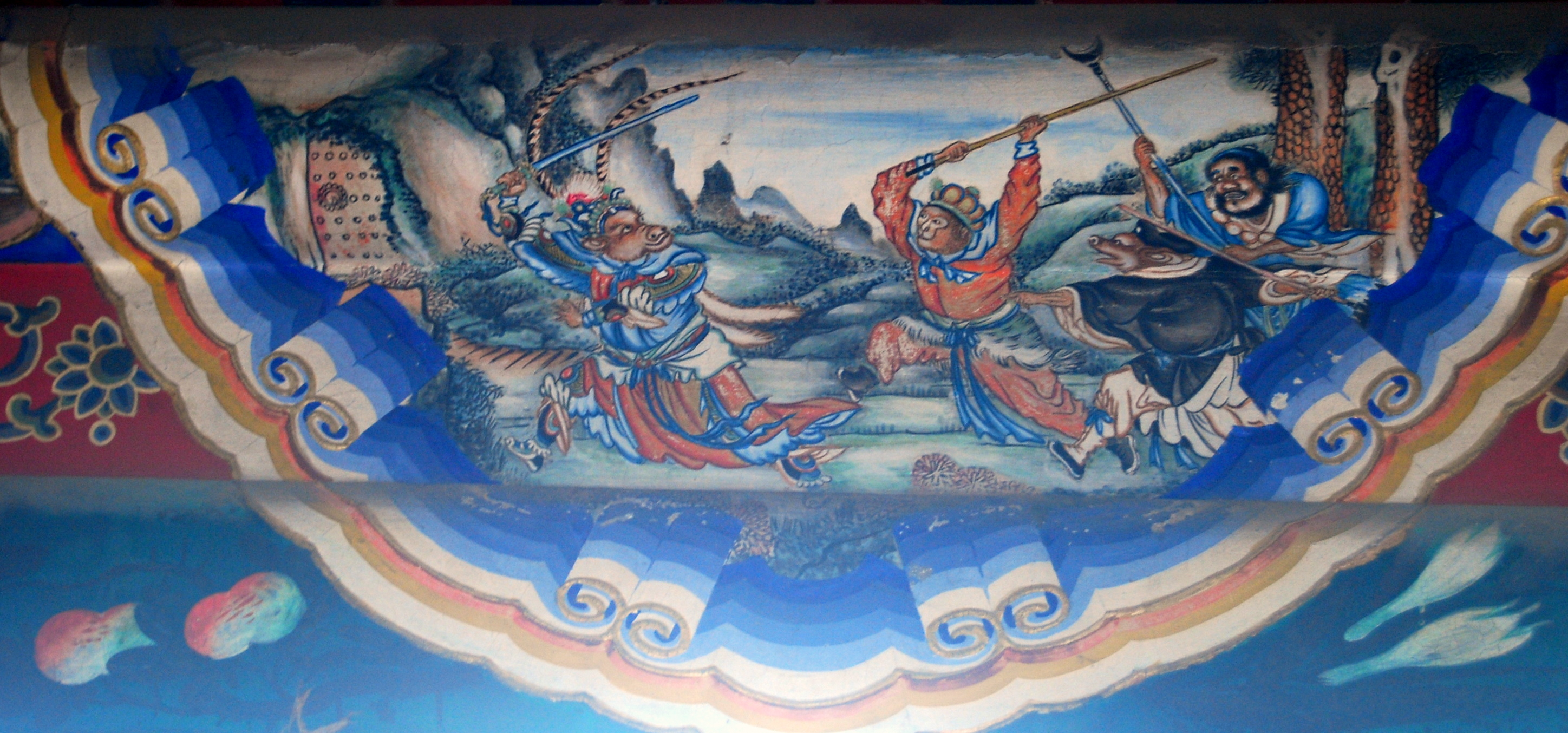
Le combat entre le Roi-démon Taureau et Sun Wukong (peinture dans le Long Couloir du Palais d'été de Pékin).

Le Roi-démon taureau (chinois traditionnel : 牛魔王 ; pinyin : Niú Mówáng), également appelé le Roi bœuf, et connu sous son titre autoproclamé de Grand Sage qui pacifie le ciel (chinois traditionnel : 平天大聖 ; pinyin : Píngtiān Dàshèng), est l'un des personnages du roman du XVIe siècle La Pérégrination vers l'Ouest de Wu Cheng'en.
Epoux de la princesse à l'éventail de fer et père du Garçon rouge, il vit dans la Grotte qui frôle le ciel (chinois traditionnel : 摩雲洞 ; pinyin : Móyún-dòng) sur la Montagne au Tonnerre accumulé (chinois traditionnel : 積雷山 ; pinyin : Jīléi-shān). Il peut être considéré comme l'un des principaux antagonistes de La Pérégrination vers l'Ouest, malgré ses apparitions limitées.

## DansLa Pérégrination vers l'Ouest
Dans les premiers chapitres du roman, il devient frère de sang de Sun Wukong et de six autres rois-démons. Il est le plus ancien des sept et se fait appeler « Grand Sage qui pacifie le ciel ». Il épouse la princesse à l'éventail de fer et a un fils, le Garçon rouge. Il apparaît à nouveau dans un chapitre ultérieur lorsque les protagonistes arrivent aux montagnes de feu au cours de leur voyage. Sun Wukong se fait passer pour le Roi-démon taureau en se transformant pour tromper la princesse et se faire remettre son éventail magique. Le vrai Roi-démon rentre alors auprès de sa femme qui comprend qu'elle a été trompée. Il se transforme en Zhu Bajie pour berner Sun Wukong et récupère l'éventail. Dans le combat qui s'ensuit entre eux, le Roi-démon révèle sa véritable forme, un taureau blanc géant, et tente de charger son adversaire. Nezha se présente, le capture et l'emmène au paradis pour laisser l'Empereur de jade décider de son sort,.

## Dans les médias modernes
- Bowser, le principal antagoniste de Mario, est inspiré du Roi bœuf. Shigeru Miyamoto a déclaré qu'il avait d'abord imaginé Bowser comme un bœuf, en se basant sur le Roi bœuf du film d'animation Alakazam, le petit Hercule (1960)[5].
- Dans la série Journey to the West (en), la princesse et le roi taureau connaissent déjà Sun Wukong depuis leur enfance (ils sont allés dans la même école qui a enseigné à Wukong ses capacités de combat) et sont prêts à lui donner l'éventail. Mais leur odieux fils, le Garçon rouge, refuse de laisser sa mère lui donner l'objet, forçant ainsi le Roi singe à entrer dans son ventre pour la forcer à lui donner.
- Dans le film d'animation Doraemon: Nobita no Parallel Saiyūki, il est le principal antagoniste. Il devient dirigeant du Japon après que Doraemon et Nobita aient accidentellement libéré des monstres d'un jeu du 22e siècle basé sur La Pérégrination vers l'Ouest. En conséquence, les proches du protagoniste sont également transformés en démons. Afin de sauver le Japon, ils voyagent dans le temps pour éviter que cela ne se produise.
- Dans le film Le Roi singe (2014), le Roi-démon taureau (Aaron Kwok) mène la guerre au Ciel dont une grande partie est détruite pendant la bataille et le Roi-démon taureau affronte l'Empereur de Jade (Chow Yun-fat), le souverain du Ciel.
- Il apparaît également dans la gamme de Lego Monkie Kid en tant qu'antagoniste principal.
- Dans Dragon Ball, il a inspiré le personnage de Gyūmaō, un humain avec une force physique impressionnante et père de Chichi (inspirée de la princesse à l'éventail de fer).
- Dans le film Bull Demon King (2017), le Roi-démon taureau est le principal antagoniste[6].
- Il est interprété par Louis Fan dans le film Nui Mo Wang (2023), il est le principal antagoniste[7].